# Губська Тетяна Миколаївна
Губська Тетяна Миколаївна (нар. 22 серпня 1958, Миколаїв, Українська РСР, СРСР) — українська некрополістка, історикиня, науковиця, авторка, спеціалістка в області церковного краєзнавства і дослідниця Миколаївського некрополя.

## Життєпис
Народился 22 серпня 1958 року в Миколаєві. Після закінчення середньої школи № 12 працювала секретарем.
З січня 1977 року працює в Миколаївському обласному краєзнавчому музеї. В різний час працювала доглядачем залів, реставратором і екскурсоводом.
У 1985 році закінчила історичний факультет Одеського національного університету імені І. І. Мечникова, куди вступила у 1979 році.
Брала участь в археологічних дослідженнях давніх поселень, серед яких трипільські експедиції Академії наук України в Черкаській області, дослідження пам'яток в Херсонській області, запорізькі кургани і дослідження Матвіївки пізньої бронзової доби.
З 1990 року почала дослідження історії церковного духовенства Херсонської губернії.
У 1994—1995 роках учасниця комплексної експедиції з опису пам'ятників на старому міському цвинтарі. Тоді ж почала збирати матеріали про Миколаївський некрополь.
У 2006 році випустила свою першу книгу «Военное духовенство и священники города Николаева», де наводила портрети персоналій церковного кліра, що зробили великий внесок в духовне життя населення півдня України. В 2010 році в Центральній бібліотеці імені Марка Кропивницького відбулася презентація найбільш знакової на думку Губської книга — «Город мраморных ангелов», в якій описана історія Миколаївського некрополя — від перших поховань початку XIX століття до нашого часу. В книзі наведено імена понад 800 персоналій, короткі біографічні відомості та ілюстрації зберігшихся пам'ятників.
В січні 2012 року стала претедентом кафедри музеєведення Українського товариства охорони пам'яток історії і культури при Національній академії наук України. Тієї ж зими збирала підписи для звернення до Миколаївської міської ради щодо захисту Миколаївського некрополя і надання йому охоронного статусу.
У 2014 році за великий внесок у справу співпраці міст півдня України, милосердя та гуманізм стала переможицею одеського гуманітарного проєкту «Золотий фонд Одеси — жінки» в спеціальній номінації «Крило янгола». В тому ж році ініціювала створення музея на території Миколаївського некрополя.
В червні 2023 року шляхом рейтингового голосування депутатів Миколаївської міської ради увійшла до складу топонімічної комісії, що займатиметься перейменуванням.

## Твори
Авторка картотеки персоналій священнослужителів Херсонської губернії, яка налічує близько 4 000 осіб.
Авторка 140 наукових публікацій, зокрема в Енциклопедії сучасної України, і книг, серед яких:
- Военное духовенство и священники города Николаева (2006);
- Город мраморных ангелов (2010);
- Апостол Севера и Юга, митрополит Кировоградский и Николаевский Нестор (2011);
- Соль земли. Священнослужители и храмы Николаевщины (2013);
- Николаевский некрополь: страницы истории (2015);
- Честью и кровью венчанные. Николаев. Первая мировая (у співавторстві з В. А. Пархоменко, 2016);
- Потомкам славных фамилий (2021).

## Нагороди
- Переможиця всеукраїнського конкурсу «Українська мадонна» (2007);
- Переможиця ІХ всеукраїнського конкурсу журналістів (2007);
- Почесний працівник туризму України (2007);
- Городянин року в номінації «Культура» (2011);
- Почесна відзнака управління з питань культури та хорони культурної спадщини Миколаївської міської ради «Зірка культури» (2017).